# Shareware
A shareware olyan szellemi termék (elsősorban "közprogram"), amelyet a készítője ingyen hoz nyilvánosságra, de bizonyos felhasználási formák esetében (például rendszeres vagy üzleti célú használat), illetve egy megadott idő letelte után valamilyen (jellemzően alacsony) díjat vagy a haszonból való részesedést kér a felhasználójától.

## Shareware programok
- Total Commander
- VMware Workstation